# Werkverzeichnisse von Édouard Manet
Die Werkverzeichnisse von Édouard Manet listen das Werk des französischen Malers, Zeichners und Grafikers Édouard Manet auf. Nach seinem Tod 1883 entstanden von unterschiedlichen Autoren eine Reihe von Werkverzeichnissen, die meist auf Teilbereiche beschränkt sind. Einige der Autoren widmeten sich ausschließlich den Gemälden und Pastellen, andere spezialisierten sich auf die Druckgrafik. Hierbei bauten die verschiedenen Autoren teilweise auf die zuvor erschienenen Veröffentlichungen anderer Autoren auf. Entsprechend ergänzen oder aktualisieren die neueren Werke die vorherigen Ausgaben – vor allem bei Angaben zum aktuellen Besitzer und zur Provenienz. Es kommt jedoch auch zu widersprüchlichen Angaben. Diese betreffen insbesondere Angaben zum Entstehungszeitpunkt, teilweise auch zu Bildtiteln und Abmessungen. Ein wesentlicher Unterschied zwischen den einzelnen Ausgaben liegt vor allem bei Zu- oder Abschreibungen von Werken. In der wissenschaftlichen Literatur wird meist auf die zuletzt erschienenen Werkverzeichnisse verwiesen, namentlich bei den Gemälden, Pastellen und Zeichnungen auf das Werkverzeichnis von Rouart/Wildenstein und bei der Druckgrafik auf die Verzeichnisse von Harris oder Wilson. Da diese letzten Werkverzeichnisse alle aus den 1970er Jahren stammen, spiegeln die dort enthaltenen Informationen nicht zwingend den aktuellen Stand der Wissenschaft.

## Folgende Werkverzeichnisse sind bisher erschienen
- Théodore Duret: Histoire d’Edouard Manet et de son oeuvre par Théodore Duret, avec un catalogue des peintures et des pastels, Paris 1902, Neuauflage 1906, 1919 mit Ergänzungen und 1926 (Verzeichnis der Gemälde und Pastelle)
- Étienne Moreau-Nélaton: Manet graveur et lithographe, Paris 1906 (Verzeichnis der Druckgrafik)
- Étienne Moreau-Nélaton: Manet raconté par lui-même, 2 Bände, Paris 1926 (Verzeichnis der Gemälde und Pastelle)
- Étienne Moreau-Nélaton: Catalogue manuscrit Paris 1926 (Verzeichnis der Briefe)
- Adolphe Tabarant: Manet: Histoire catalographique, Paris 1931 (Verzeichnis der Gemälde und Pastelle; Digitalisat)
- Adolphe Tabarant: Manet et ses œuvres Paris 1947 (Verzeichnis der Gemälde und Pastelle)
- Paul Jamot, Georges Wildenstein: Manet, 2 Bände, Paris 1932 (Verzeichnis der Gemälde und Pastelle)
- Marcel Guérin: L’Œuvre gravé de Manet, Paris 1944 (Verzeichnis der Druckgrafik)
- Sandra Orienti: L'opera pittorica completa di Edouard Manet, Florenz 1967 (Verzeichnis der Gemälde und Pastelle)
- Alain de Leiris: The Drawing of Edouard Manet, Berkeley 1969 (Verzeichnis der Zeichnungen)
- Jean C. Harris: Edouard Manet: Graphic Works, a Definitive Catalogue Raisonné, New York 1970 (Verzeichnis der Druckgrafik)
- Jean Leymarie, Michel Melot: Les Gravures des impressionnistes: Manet, Pissarro, Renoir, Cézanne, Sisley, Paris 1971 (Verzeichnis der Radierungen, zusammen mit Werken anderer Künstler)
- Denis Rouart, Daniel Wildenstein: Edouard Manet, Catalogue raisonné, 2 Bände, Lausanne 1975 (Verzeichnis der Gemälde, Pastelle und Zeichnungen)
- Juliet Wilson: Edouard Manet: Das Grafische Werk: Meisterwerke aus der Bibliothek Nationale und weiterer Sammlungen, Ingelheim 1977 (Verzeichnis der Druckgrafik)
- Juliet Wilson: Manet: Dessins, aquarelles, eaux-fortes, lithographies, correspondance, Paris 1978 (Verzeichnis der Druckgrafik und ausgewählte Zeichnungen und Aquarelle)

Die vorgenannten Werke sind meist in französischer, teilweise in englischer Sprache verfasst. Nur das Verzeichnis der Druckgrafik von Juliet Wilson, Ingelheim 1977, wurde im Original in deutscher Sprache veröffentlicht. Das Werkverzeichnis der Gemälde und Zeichnungen von Sandra Orienti ist 1967 zuerst in italienischer Sprache erschienen und wurde danach in englischer, französischer Sprache und in verschiedenen deutschsprachigen Versionen veröffentlicht.

## Werklisten zu Édouard Manet
Basierend auf den vorgenannten Werkverzeichnissen finden sich die einzelnen Werke Manets in folgenden Listen:
- Liste der Gemälde von Édouard Manet
- Liste der Pastelle von Édouard Manet
- Liste der Zeichnungen von Édouard Manet
- Liste der Druckgrafik von Édouard Manet